# 시리아쥐닮은햄스터
시리아쥐닮은햄스터 또는 촐로프쥐닮은햄스터(Calomyscus tsolovi)는 시리아의 토착종이다.